# مطير مطير
مطير مطير هو لاعب كرة قدم حارس مرمى كويتي لعب مع منتخب الكويت في كأس آسيا 1984.

## السيرة الرياضية
في بطولة كأس آسيا عام 1984 التي استضافتها سنغافورة في الفترة من الأول إلى السادس عشر من ديسمبر، تأهل منتخب الكويت كحامل للقب السابق، وبرز من خلال أدائه المتميز في البطولة التي حصد فيها المركز الثالث. يُعد هذا الانجاز من أبرز محطات مسيرته الدولية.

## الإنجازات
- كأس آسيا:

المركز الثالث: كأس آسيا 1984

## وصلات خارجية
- إحصاءات